# 万金店镇
万金店镇，是中华人民共和国河南省驻马店市平舆县下辖的一个乡镇级行政单位。

## 行政区划
万金店镇下辖以下地区：
万金店社区、张坡村、大郭村、厂庙村、黄庄村、余营村、余庄村、新周村、宋刘村、土店村、茨园村和王寨村。